# Cirrhilabrus rubriventralis
 Cirrhilabrus rubriventralis és una espècie de peix de la família dels làbrids i de l'ordre dels perciformes.

## Morfologia
Els mascles poden assolir els 7,5 cm de longitud total.

## Distribució geogràfica
Es troba al nord del Mar Roig, Oman i Sri Lanka.